# Sclerostina
La sclerostina è una proteina che nell'uomo è codificata dal gene SOST.
Si tratta una glicoproteina secreta nella matrice extracellulare con un dominio C-terminale simile al nodo di cistina e una sequenza simile alla famiglia DAN (gene aberrante nel neuroblastoma selezionato per screening differenziale) degli antagonisti della proteina morfogenetica ossea (BMP). La sclerostina viene prodotta principalmente dagli osteociti ma è espressa anche in altri tessuti, e ha effetti anti-anabolizzanti sulla formazione ossea.

## Struttura
La proteina ha una lunghezza di 213 residui e una struttura secondaria che tramite spettroscopia a risonanza magnetica nucleare di proteine è risultata essere per il 28% composta da foglietti beta (6 filamenti; 32 residui).

## Funzione
Originariamente ritenuta un antagonista non classico della proteina morfogenetica ossea, recentemente la sclerostina è stata identificata come ligando dei recettori LRP5 /6 e inibitore della via di segnalazione Wnt. L'inibizione della via Wnt porta a una ridotta formazione ossea. La sclerostina è espressa negli osteociti e in alcuni condrociti e inibisce la formazione ossea da parte degli osteoblasti.
La sintesi è inibita dall'ormone paratiroideo , da estrogeni e citochine compresa la prostaglandina E 2, l'oncostatina M, la cardiotrofina-1e il fattore inibitore della leucemia. La produzione di sclerostina è aumentata dalla calcitonina. Pertanto, l'attività degli osteoblasti è autoregolata da un sistema di feedback negativo. L'inibizione da parte del carico meccanico suggerisce un ruolo nell'accrescimento osseo dovuto al movimento.